# Orientação romântica
Orientação romântica, também chamada orientação afetiva, indica os sexos ou gêneros com o qual uma pessoa sente atração romântica. Este termo é usado como alternativa, mas também lado-a-lado, com o termo orientação sexual, e baseia-se na perspectiva de que a atração sexual é apenas um dentre os componentes de uma dinâmica maior.
Exemplos: ainda que uma pessoa bissexual possa se sentir atraída sexualmente por mais de um género, esta pessoa pode ser predisposta a sentir mais íntima romântica, afetiva ou emocional com apenas um gênero. Assim, os conceitos de orientação romântica e de orientação sexual reconhecem que pode haver relações sexuais sem que haja ligações românticas ou afetivas entre os parceiros, e que vice-versa, relações românticas e afetivas não necessariamente impliquem atração sexual entre os parceiros; afinal, a intimidade interpessoal não necessariamente requer atração sexual, pois o sentimento de atração envolve muitos outros pontos além da sexualidade.
Para algumas pessoas, o termo orientação sexual da forma como é usado grosso modo é reducionista. Para assexuais, a orientação romântica é frequentemente considerada uma medida de atração mais útil do que a orientação sexual. Contudo, assim como um gay pode usar a homossexualidade para denotar atração, tanto romântica quanto sexual, sem necessariamente especificar que seja homorromântico, um arromântico pode se declarar assexual, sem essencialmente dizer que há desinteresse romântico por parte dele.
As orientações de pessoas, cuja orientação romântica difere da sexual, são chamadas de cruzadas, misturadas, incongruentes ou incompatíveis, sendo as pessoas de orientação cruzada chamadas de variorientadas, transorientadas ou cross-orientadas, e as pessoas que ambas romanticidade e sexualidade combinam chamadas de periorientadas.
Há também, especialmente pessoas arromânticas, que experimentam tipos de atrações que são consideradas terciárias, como de amor platônico, amical, social, estética, sensual (física ou sensorial), protetiva ou protetora, submissa e mental (espiritual ou intelectual/psicológica).

## Modelo de atração dividida

### Século XIX
A primeira conceitualização registrada de orientação que levasse em conta a atração dividida foi em 1879, por Karl Heinrich Ulrichs, um escritor alemão que publicou 12 livros sobre atração não-heterossexual. Nesses livros, Ulrichs apresentou várias classificações de orientações que são bastante semelhantes às identidades LGB+ modernas. Entre suas obras, ele descreveu pessoas que são konjunktiver e disjunktiver ou bissexualidade conjuntiva e disjuntiva. O primeiro é descrito como alguém que tem sentimentos ternos e apaixonados por homens e mulheres, o que seria um bissexual birromântico ou periorientado nos tempos atuais. O segundo é aquele que tem sentimentos ternos por pessoas do mesmo gênero/sexo, mas sentimentos 'apaixonados' por pessoas de gênero/sexo diferente, o que seria agora um homossexual heterorromântico ou variorientado. No entanto, o modelo de Ulrichs nunca se popularizou devido à complexidade.

### Século XX
O próximo exemplo de separação das atrações sexual e romântica foi em 1979 pela psicóloga Dorothy Tennov. Com a publicação de seu livro Amor e Limerência: A Experiência de Estar Apaixonado'. No livro, Tennov descreveu limerência uma forma de atração que poderia ser descrita como uma paixão por alguém. Embora Tennov visse o sexo como parte da limerência, ela reconheceu que não era o foco principal dele. Sendo não-limerente considerado um precursor de arromântico.
Os primeiros indícios do que se tornaria o modelo moderno começaram com a atração/orientação afetiva, que foi cunhada em algum momento da década de 1970, numa teoria de que a atração sexual pode ocorrer entre expressões físicas e afetivas (emocionais). Não está claro quando o termo foi usado pela primeira vez. A criação dos termos é frequentemente atribuída a Curt Pavola, um ativista dos direitos gays de Washington, e Lisa Diamond, uma psicóloga que popularizou a fluidez sexual.

### Século XXI
Por volta de 2001, houve um impulso para uma forma de classificar os assexuais. Um dos primeiros exemplos ainda é o sistema de classificação ABCD da AVEN, que reconhece que alguns assexuais podem sentir atração romântica. Na mesma época havia um grupo de e-mail do Yahoo conhecido como Haven For The Human Amoeba, onde em 2001 houve discussões de termos como 'hétero-assexual', "bi-assexual", etc. até 2005 que a forma moderna do SAM foi criada no AVEN. Em 2007, a terminologia era comumente usada em círculos a-espectrais.
Em 2006, ano em que foram assegurados os direitos previdenciários às uniões homoafetivas, o neologismo homoafetividade começou a ser incorporado no discurso jurídico do Brasil, creditado a Maria Berenice Dias. A partir de 2015, usa-se a palavra transafetiva para se referir a relação afetiva envolvendo pessoas transgênero. A junção triléxica de homo-, trans- e -afetividade veio a surgir por volta de 2017. As terminologias sufixadas em afetivo, ou afetiva, também são usadas para descrever orientações românticas no contexto lusófono, no decorrer dessas junções biléxicas, como, por exemplo, biafetivo, heteroafetivo e panafetivo. Militantes, algumas vezes, utilizam do termo homoafetividade como sinônima ao homoerotismo homossocial de heterossexuais, especialmente homens. Poliafetividade também é um termo usado juridicamente para se referir a uniões civis de poliamor.

## Identidades românticas
- Alorromanticidade: oposto de arromanticidade, sente atração romântica incondicional e integralmente (por analogia à alossexualidade).
  - Monorromanticidade: sente atração romântica por um gênero específico (monossexualidade).
    - Heterorromanticidade: sente atração romântica por pessoas de gênero diferente do seu (heterossexualidade).
    - Homorromanticidade: sente atração romântica por pessoas de gênero igual ao seu (homossexualidade).
    - Androrromanticidade: sente atração romântica por homens ou masculinidade (androssexualidade).
    - Ginerromanticidade: sente atração romântica por mulheres ou feminilidade (ginessexualidade).

  - Ceterorromanticidade: sente atração romântica por pessoas não-binárias (ceterossexualidade).
  - Multirromanticidade ou plurirromanticidade: sente atração por múltiplos gêneros (plurissexualidade).
    - Birromanticidade: sente atração romântica por mais de um gênero.[67]
    - Panromanticidade: sente atração romântica por pessoas independente do gênero (pansexualidade).
    - Polirromanticidade: sente atração romântica por vários gêneros, não necessariamente todos (polissexualidade).[68]
    - Onirromanticidade ou omnirromanticidade: sente atração romântica por todos os gêneros (omnissexualidade).
- Arromanticidade: não sente atração romântica.
  - Arromanticidade cinza: raramente sente atração romântica, seja de forma parcial ou circunstancial.[69][70][71]
    - Demirromanticidade: sente atração romântica após uma ligação emocional.
    - Frayrromanticidade: sente atração romântica sem conexão emocional (frayssexualidade).[72]
    - Arromanticidade fluida ou fluxo arromântico: fluir de intensidade na atração romântica.[73][74][75]
- Pomorromanticidade: rejeita identidades românticas ou que não se contempla ou não se sente representado pelas classificações afetivas atuais, estando além das categorias anteriores.